# Église Saint-Maurice de Chinon
Pour les articles homonymes, voir Église Saint-Maurice.
L'église Saint-Maurice de Chinon est une église paroissiale affectée au culte catholique dans la commune française de Chinon, dans le département d'Indre-et-Loire.
L'édifice est inscrit comme monument historique le 22 octobre 1913.

## Localisation
L'église est située le long de la rue Haute-Saint-Maurice, sur une terrasse en contrebas de cette dernière, en-dessous du château de Chinon. Cette rue, dans la partie occidentale de la vieille ville, constitue au Moyen Âge le principal axe est-ouest de Chinon, parallèle à la Vienne.

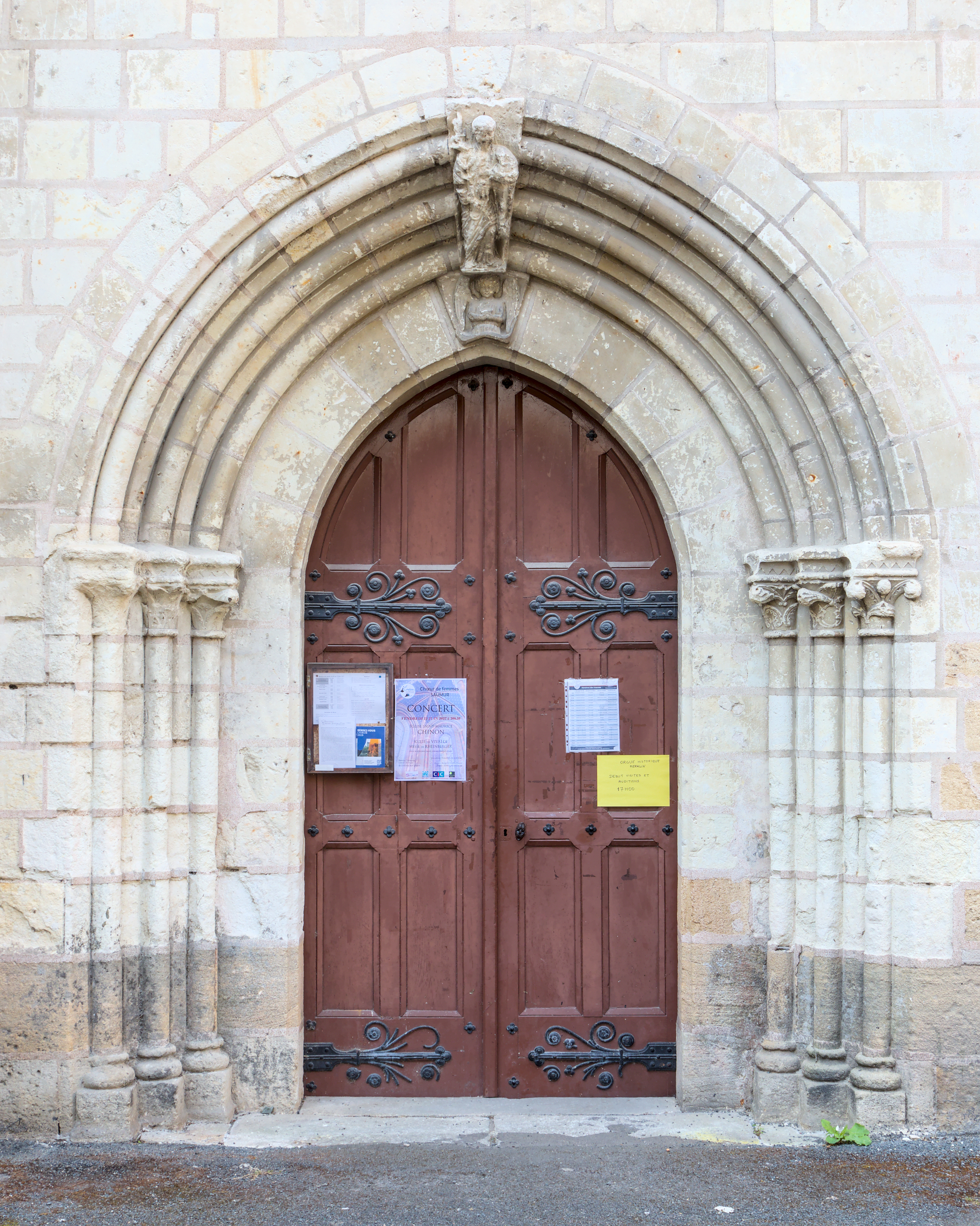
Le portail latéral.

## Histoire
l'église est construite au XIIe siècle en remplacement d'un édifice du Xe siècle. Dès la fin du XIIe siècle elle est prolongée par un chœur et une chapelle est ajoutée au nord. Au XVe siècle la flèche du clocher est édifiée et c'est au sud qu'une chapelle est construite et enfin, un siècle plus tard, un bas-côté est ajouté le long du côté sud de la nef.
L'église est classé comme monument historique par décret du 22 octobre 1913.
Au XXIe siècle, l'église Saint-Maurice est, au côté de l'église Saint-Étienne, l'une des églises paroissiales qui se trouvent sur le territoire communal de Chinon.

## Architecture et mobilier

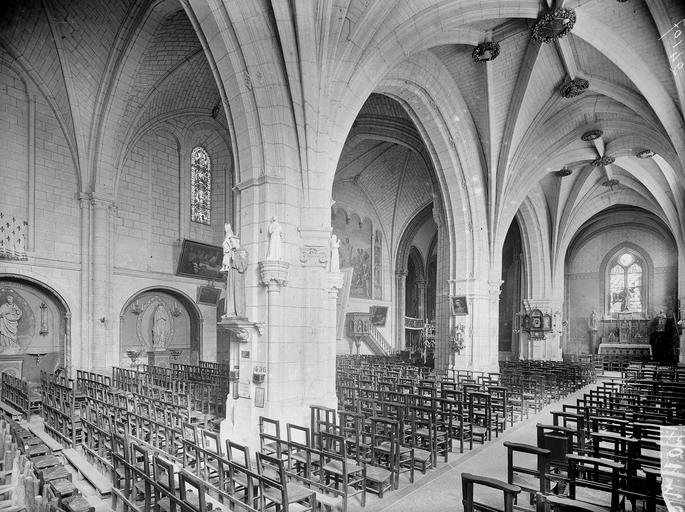
Vue intérieure de la nef.

La nef, qui conserve dans son mur septentrional quelques vestiges de l'église du Xe siècle, se compose de trois travées égales sur plan carré. Son architecture aux voûtes très bombées, est caractéristique du style dit gothique de l'ouest et tranche avec le style plus complexe de son bas-côté méridional.
Le clocher, au nord-est de la nef du  XIIe siècle, est épaulé à sa base par de puissants contreforts. Chacune de ses faces est éclairée par deux étages de baies géminées, excepté à l'ouest où elles sont murées.
Les vitraux d'origine, détruits par des bombardements allemands sur le pont sur la Vienne le 29 août 1944, sont remplacés par des vitrages modernes dessinés par Théo Hanssen et réalisés par un atelier d'Orléans.
L'église abrite une statue de Jeanne d'Arc, due à Jules Déchin en 1900, représentant une jeune femme modeste, loin des figurations de la guerrière flamboyante.

## Pour en savoir plus